# غسان سلهب
غسان سلهب (انگلیسی: Ghassan Salhab؛ زادهٔ ۴ مهٔ ۱۹۵۸) کارگردان فیلم ، تهیه‌کننده و فیلم‌نامه‌نویس لبنانی زاده سنگال است.